# Pou de Vilafruns
El Pou de Vilafruns és una obra del municipi de Balsareny (Bages) inclosa en l'Inventari del Patrimoni Arquitectònic de Catalunya.

## Descripció
La mina consta, en superfície, d'una colla d'instal·lacions pròpiament mineres com són el castellet de formigó i la màquina d'extracció que es troba instal·lada en un edifici a uns 40m. del pou, i d'altres instal·lacions complementàries com són els vestidors, dutxes, caseta del guarda i magatzem.
El pou es troba sota el castellet, de 40 m d'alçada, on van instal·lades unes corrioles gegants del tipus Koope. El diàmetre del pou és de 5,5 m els primers 35 m i d'uns 5 m després d'aquesta profunditat. Al nivell on s'estreny hi ha un canal que recull l'aigua i l'eleva a la superfície mitjançant una bomba.

## Història
L'any 1925 es van fer les primeres prospeccions per investigar la presència de potassa al subsòl de Balsareny. L'any 1934 una companyia amb capital alemany, "La Minera, S.A.", va iniciar la construcció del pou de Vilafruns, prop de l'ermita romànica de Santa Cecília. La Guerra Civil i la mundial van marcar un parèntesi en aquests treballs. L'any 1945, després del resultat de la Segona Guerra Mundial, l'empresa alemanya va tancar i es va fer càrrec del pou l'empresa "Explotaciones Potásicas, S.A.", que va continuar els treballs de preparació del pou, el qual es va començar a explotar l'any 1948 i va entrar en ple rendiment el 1952. L'activitat minera concentrava en aquestes dates el 13% dels obrers industrials de Balsareny. L'any 1972 la mina de Balsareny quedà unida a la de Sallent, amb la qual cosa el pou de Vilafruns deixà de servir per extreure mineral.